# Babett Peter
Babett Peter est une footballeuse internationale allemande née le 12 mai 1988 à Oschatz. Elle évolue au poste de défenseur.

## Biographie
Babett joue au 1. FC Lokomotive Leipzig, avant de signer en 2006 au 1.FFC Turbine Potsdam, club phare du football féminin allemand. Elle rejoint en 2012 le 1. FFC Francfort.
Elle connait sa première sélection en équipe nationale le 9 mars 2006, à l'occasion d'un match face à la Finlande. 
Babett participe à la Coupe du monde féminine 2007 avec l'équipe d'Allemagne. Son équipe remporte la compétition sans encaisser le moindre but durant le tournoi.
https://web.archive.org/web/20151208174018/https://de.uefa.com/teamsandplayers/players/player=100049/profile/index.html

## Palmarès
- Vainqueur de la Coupe du monde féminine 2007 avec l'Allemagne
- Championne d'Europe en 2009 avec l'Allemagne.
- Demi-finaliste du Championnat d'Europe féminin des moins de 19 ans 2005 avec l'Allemagne des moins de 19 ans.
- Championne d'Allemagne en 2006 avec 1.FFC Turbine Potsdam.
- Vainqueur de la Coupe d'Allemagne féminine (DFB-Pokalsieger) en 2006 avec 1.FFC Turbine Potsdam.